# Léon Marchand
Léon Marchand (Toulouse, 17 mei 2002) is een Franse zwemmer. Hij vertegenwoordigde zijn vaderland op de Olympische Zomerspelen 2020 in Tokio en tijdens de Olympische Zomerspelen van 2024 in eigen land. Hij is de zoon van oud-zwemmers Xavier Marchand en Céline Bonnet.

## Carrière
Bij zijn internationale debuut, op de Europese kampioenschappen kortebaanzwemmen 2019 in Glasgow, eindigde Marchand als achtste op de 400 meter wisselslag. Daarnaast werd hij uitgeschakeld in de series van zowel de 200 meter vlinderslag als de 100 en 200 meter wisselslag.
Op de Europese kampioenschappen zwemmen 2020 in Boedapest strandde de Fransman in de halve finales van de 200 meter vlinderslag en in de series van de 200 meter schoolslag. Tijdens de Olympische Zomerspelen van 2020 in Tokio eindigde hij als zesde op de 400 meter wisselslag, daarnaast werd hij uitgeschakeld in de halve finales van de 200 meter vlinderslag en in de series van de 200 meter wisselslag. Op de 4×100 meter wisselslag strandde hij samen met Yohann Ndoye Brouard, Antoine Viquerat en Mehdy Metella in de series.
In Boedapest nam Marchand deel aan de wereldkampioenschappen zwemmen 2022. Op dit toernooi werd hij wereldkampioen op zowel de 200 als de 400 meter wisselslag, op de 200 meter vlinderslag veroverde hij de zilveren medaille. Samen met Yohann Ndoye Brouard, Antoine Viquerat en Maxime Grousset eindigde hij als vijfde op de 4×100 meter wisselslag, op de 4×200 meter vrije slag eindigde hij samen met Jordan Pothain, Roman Fuchs en Hadrien Salvan op de zevende plaats.

## Internationale toernooien
| Jaar | Olympische Spelen                                                                          | WK langebaan                                                                                       | WK kortebaan                              | EK langebaan                              | EK kortebaan                                                                    |
| ---- | ------------------------------------------------------------------------------------------ | -------------------------------------------------------------------------------------------------- | ----------------------------------------- | ----------------------------------------- | ------------------------------------------------------------------------------- |
| 2019 |                                                                                            | geen deelname                                                                                      |                                           |                                           | 30e 200m vlinderslag 22e 100m wisselslag 25e 200m wisselslag 8e 400m wisselslag |
| 2020 | Geen toernooien vanwege de coronapandemie                                                  | Geen toernooien vanwege de coronapandemie                                                          | Geen toernooien vanwege de coronapandemie | Geen toernooien vanwege de coronapandemie | Geen toernooien vanwege de coronapandemie                                       |
| 2021 | 14e 200m vlinderslag 18e 200m wisselslag 6e 400m wisselslag 10e 4×100m wisselslag          | | geen deelname                             | 28e 200m schoolslag 14e 200m vlinderslag  | geen deelname                                                                   |
| 2022 |                                                                                            | 200m vlinderslag · 200m wisselslag · 400m wisselslag · 7e 4×200m vrije slag · 5e 4×100m wisselslag | 13-18 december                            | 11-21 augustus                            |                                                                                 |
| 2024 | 400m wisselslag · 200m vlinderslag · 200m wisselslag · 200m schoolslag · 4x100m wisselslag | |                                           |                                           |                                                                                 |

## Persoonlijke records
Bijgewerkt tot en met 27 juli 2023
Kortebaan
| Afstand          | Tijd    | Datum           | Plaats  |
| ---------------- | ------- | --------------- | ------- |
| 200m vlinderslag | 1.58,49 | 8 december 2019 | Glasgow |
| 200m wisselslag  | 1.58,07 | 6 december 2019 | Glasgow |
| 400m wisselslag  | 4.07,55 | 5 december 2019 | Glasgow |

Langebaan
| Afstand          | Tijd       | Datum        | Plaats  |
| ---------------- | ---------- | ------------ | ------- |
| 200m vlinderslag | 1.52,43    | 26 juli 2023 | Fukuoka |
| 200m wisselslag  | 1.54,82    | 27 juli 2023 | Fukuoka |
| 400m wisselslag  | WR 4.02,50 | 24 juli 2023 | Fukuoka |